# Rebecka Törnqvist
Rebecka Törnqvist (Uppsala, 26 aprile 1964) è una cantante jazz e pop svedese.

## Biografia
Rebecka è cresciuta in Africa dove suo padre lavorava per l'organizzazione umanitaria SIDA.
Il suo album di debutto, A Night Like This, uscito nel 1993, ha venduto più di 100 000 copie, venendo nominato per cinque Grammis (l'equivalente svedese del Grammy Award) nello stesso anno.
Al primo album è seguito nel 1995 Good Thing,  premiato con un disco di platino, il che ha permesso alla cantante di vincere il premio per la migliore artista femminile pop/rock dell'anno nel 1996 ai Grammis.
La maggior parte delle canzoni di Rebecka Törnqvist sono cantate in inglese, tra le eccezioni si trovano Vad Jag Vill, del 2001, Det Är En Ros Utsprungen (III), pubblicata nella raccolta di musica svedese Jul i folkton (BAM, 2005), Resan Hem (assieme con Eldkvarn) e Vad Tänker Han På, pubblicate nella raccolta Dubbel Trubbel (EMI, 2005).
Rebecka Törnqvist è stata probabilmente la più importante artista nel ridestare l'interesse delle giovani cantanti jazz in Svezia negli anni '90, sebbene i suoi album non siano del genere jazz puro, ma più pop con pesanti influenze jazz. A parte il fatto di aver un certo numero di seguaci in questo stile, Rebecka Törnqvist ha ridato interesse all'intero genere.
Nel 1996 le è stata conferita la borsa di studio Ulla Billquist.

## Discografia

### Solista
- 1993 – A Night Like This
- 1995 – Good Thing
- 1996 – Stockholm Kaza Session (featuring Per 'Texas' Johansson)
- 1998 – Tremble My Heart
- 2001 – Vad Jag Vill
- 2004 – Travel Like in Songs
- 2006 – Melting into Orange
- 2006 – Fire in the Hole - Sara Isaksson & Rebecca Törnqvist sing Steely Dan
- 2008 – The Cherry Blossom and the Skyline Rising from the Street
- 2011 – Scorpions

### Con i Gloria
- 1999 – Gloria
- 2003 – People Like You and Me